# Елхинген
Елхинген (њем. Elchingen) општина је у њемачкој савезној држави Баварска. Једно је од 17 општинских средишта округа Ној-Улм. Према процјени из 2010. у општини је живјело 9.244 становника. Посједује регионалну шифру (AGS) 9775139.

## Географски и демографски подаци
Елхинген се налази у савезној држави Баварска у округу Ној-Улм. Општина се налази на надморској висини од 465 метара. Површина општине износи 24,9 km². У самом мјесту је, према процјени из 2010. године, живјело 9.244 становника. Просјечна густина становништва износи 371 становника/km².